# Tagish
Tagish /= fish trap/ je pleme Athapaskan Indijanaca nastanjeno u jezerskim područjima Yukona, Kanada, napose na Marsh Lake, Carcross i Tagish Lake. Jezično su najsrodniji Kaska i Tahltan Indijancima. Swanton ih navodi i kao dio Nahane Indijanaca. Tagishi su zbog blizine Tlingita bili dosta pod njihovim utjecajem, pa su preuzeli neke običaje, nasljedstvo je matrilinearno, i jezično su se gotovo svi tlingitizirali. 
Tagishi su bili lovci i ribari, koji su se sezonski pokretali za izvorima hrane, organizirani po malenim obiteljskim grupama. 
Skookum Jim Mason (c. 1855. umro 1916), i Tagish Chief Charley, pripadnici ovog plemena prvi su otkrili zlato u području Klondikea, što je izazvalo poznatu zlatnu groznicu na Aljaski. Zbilo se to 1896, i veći dio plemena je uskoro (1900) preseljen na Carcross. Na Aljasku će te godine nahrupiti 40.000 ljudi u potrazi za bogatstvom i srećom. 
Tagishi su 1700. (NAHDB) imali svega 100 duša, najmanje ih je bilo 1977 (87, prema Dawsonu). Broj im je počeo rasti tek u novije doba; 400 (2000) i 428 (2005). Danas su organizirani u dva plemena Carcross/Tagish First Nation, sa sjedištem u Carsrossu i Kwanlin Dun First Nation, sa sjedištem u Whitehorse.

## Vanjske poveznice
- Tagish, Four Directions Institute  Arhivirana inačica izvorne stranice od 26. rujna 2007. (Wayback Machine)
- Tagish, The Canadian Encyclopedia  Arhivirana inačica izvorne stranice od 25. kolovoza 2005. (Wayback Machine)
- Tagish, Hodge
- The History of Tagish, Yukon Territory
- Skookum Jim  Arhivirana inačica izvorne stranice od 20. rujna 2011. (Wayback Machine)